# Cloruro de radio
El cloruro de radio es un compuesto inorgánico cuya fórmula química es RaCl
2. Es una sal de radio del cloruro de hidrógeno. Fue el primer compuesto de radio aislado en estado puro. Marie Curie y André-Louis Debierne lo utilizaron para separar el radio del bario. La primera preparación de radio metal se realizó por electrólisis de una solución de esta sal utilizando un cátodo de mercurio.

## Preparación
El cloruro de radio cristaliza de la solución acuosa como dihidrato. El dihidrato se deshidrata por calentamiento a 100 °C en aire durante una hora, seguido de 5,5 horas a 520 °C bajo argón. Si se sospecha la presencia de otros aniones, la deshidratación puede efectuarse por fusión bajo cloruro de hidrógeno.
El cloruro de radio también puede prepararse calentando bromuro de radio en un flujo de gas cloruro de hidrógeno seco. Puede producirse tratando el carbonato de radio con ácido clorhídrico.

## Propiedades
El cloruro de radio es una sal incolora con una luminiscencia azul verdosa, especialmente cuando se calienta. Su color cambia gradualmente a amarillo con el envejecimiento, mientras que la contaminación por bario puede conferirle un tinte rosado. Es menos soluble en agua que otros cloruros de metales alcalinotérreos - a 25 °C su solubilidad es de 245 g/L mientras que la del cloruro de bario es de 307 g/L, y la diferencia es aún mayor en soluciones de ácido clorhídrico. Esta propiedad se utiliza en las primeras etapas de la separación del radio del bario por cristalización fraccionada. El cloruro de radio es poco soluble en ácido clorhídrico azeotrópico y prácticamente insoluble en ácido clorhídrico concentrado.
El RaCl2 gaseoso muestra fuertes absorciones en el espectro visible a 676,3 nm y 649,8 nm (rojo): la energía de disociación del enlace radio-cloro se estima en 2,9 eV, y su longitud de 292 pm.
Al contrario que el cloruro de bario diamagnético, el cloruro de radio es débilmente paramagnético, con una susceptibilidad magnética de 1,05×106. El color de su llama es rojo.

## Usos
El cloruro de radio se sigue utilizando para las etapas iniciales de la separación del radio del bario durante la extracción del radio de la pechblenda. Las grandes cantidades de material implicado (para extraer un gramo de radio metal puro se necesitan unas 7 toneladas de pechblenda) favorecen este método menos costoso (pero menos eficaz) frente a los basados en el bromuro de radio o el cromato de radio (utilizados para las etapas posteriores de la separación).
También se utilizaba en medicina para producir gas radón, que a su vez se empleaba como tratamiento braquiterápico contra el cáncer.
El dicloruro de radio 223 (USP, cloruro de radio Ra 223), nombre comercial Xofigo (antes Alpharadin), es un radiofármaco emisor alfa. Bayer recibió la aprobación de la FDA para este fármaco para tratar las metástasis óseas osteoblásticas del cáncer de próstata en mayo de 2013. El cloruro de radio 223 es uno de los ((fármacos antineoplásicos)) más potentes que se conocen.
Una dosis (50 kBq/kg) en un adulto equivale a unos 60 nanogramos; esta cantidad es 1/1000 del peso de una pestaña (75 microgramos).